# Cathédrale de l'Immaculée-Conception de Wichita
Pour les articles homonymes, voir Cathédrale de l'Immaculée-Conception.
La cathédrale de l'Immaculée-Conception de Wichita a été consacrée le 19 septembre 1912 par le cardinal James Gibbons, archevêque de Baltimore à l'occasion du 25e jubilé du diocèse de Wichita. Elle est dédiée à l'Immaculée Conception de la Bienheureuse Vierge Marie.

## Historique
La première paroisse catholique de Wichita date de 1872. La cathédrale actuelle a été construite à partir de 1906, selon les plans d'Emmanuel Masqueray, architecte français.

## Architecture

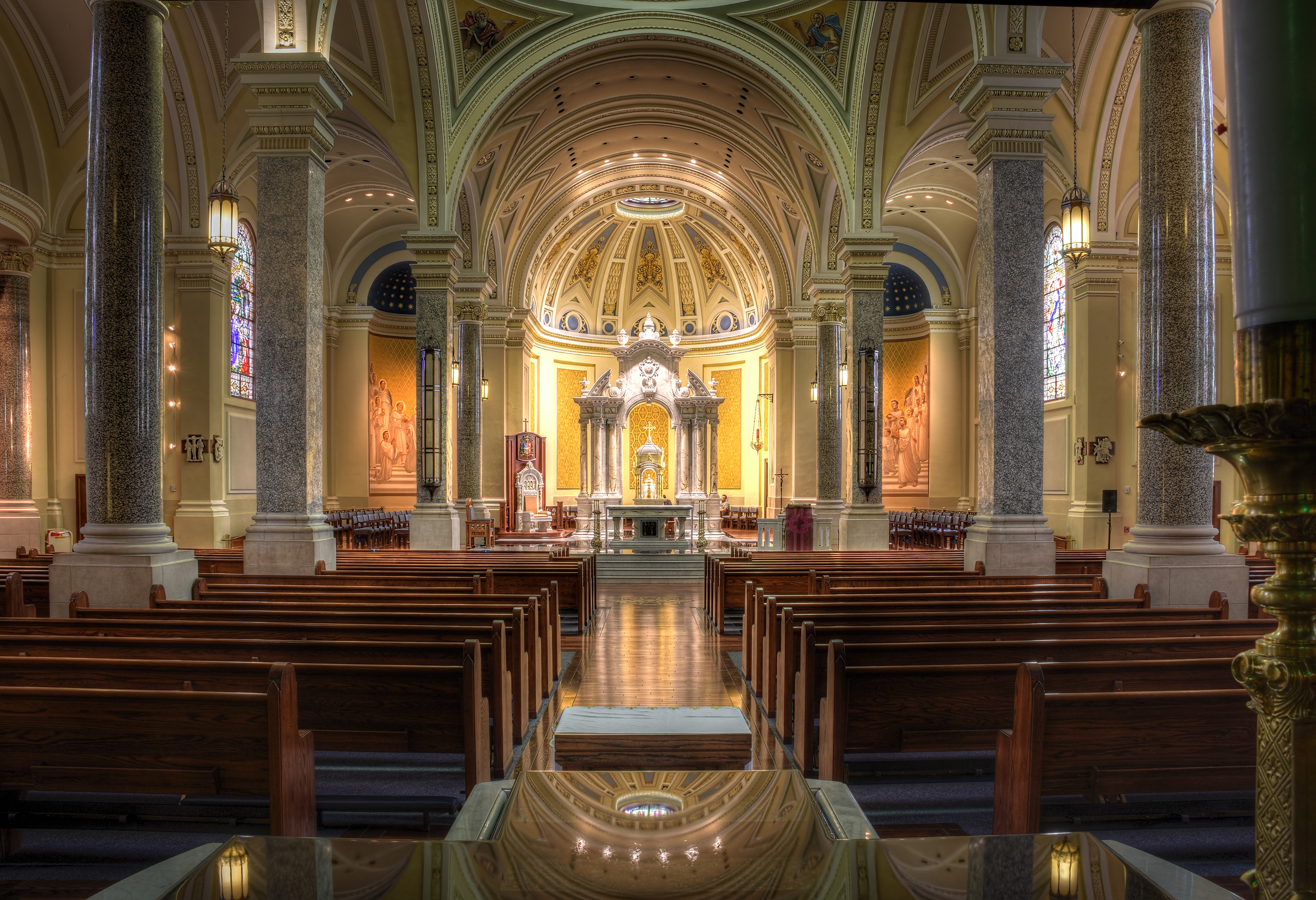
Intérieur.

La cathédrale néorenaissance a été bâtie pour un coût de 220 000 dollars. Elle est construite en pierre calcaire de Bedford et mesure 169 pieds (52 m) de long pour 100 pieds (30 m) de large au transept. Le dôme s'élève à  135 pieds (41 m). Les portes de bronze, qui ont été conçues par le bureau Domus Dei d'Italie, ont été installées en 1997.